# جون تورمي
جون تورمي (بالإنجليزية: John Tormey)‏ هو ممثل أمريكي، ولد في 4 أغسطس 1937 بويليمانتيك في الولايات المتحدة.

## أعمال

### أفلام
- (1999)  الطريق للساموراي[4]
- (2005) إبقى[5]
- (2007) بي كايند ريوايند[6]
- (2010) كيف تعرف[7]
- (2014) هي مضحكة بتلك الطريقة[8][9]

## وصلات خارجية
- جون تورمي على موقع IMDb (الإنجليزية)
- جون تورمي على موقع قاعدة بيانات الأفلام العربية
- جون تورمي على موقع ألو سيني (الفرنسية)
- جون تورمي على موقع أول موفي (الإنجليزية)
- جون تورمي على موقع قاعدة بيانات برودواي على الإنترنت (الإنجليزية)
- جون تورمي على موقع قاعدة بيانات الأفلام السويدية (السويدية)
- جون تورمي على موقع قاعدة بيانات الفيلم (الإنجليزية)
- جون تورمي على موقع كينوبويسك (الروسية)